# Jiří Novotný (basketbalista)
Jiří Novotný (* 27. ledna 1977) je český basketbalista hrající Národní basketbalovou ligu za tým BK Synthesia Pardubice. Hraje na pozici křídla.
Je vysoký 199 cm, váží 94 kg.

## Kariéra
- 1998 - 2000 : USK Erpet Praha
- 2000 - 2005 : ČEZ Basketball Nymburk
- 2005 - 2007 : BK Synthesia Pardubice

## Statistiky
| Sezóna   | Soutěž      | Odehrané minuty | Průměr na zápas | Body | Průměr na zápas |
| -------- | ----------- | --------------- | --------------- | ---- | --------------- |
| 1998/99  | Mattoni NBL | 10.5            | 2.6             | 4    | 1.0             |
| 1999/00  | Mattoni NBL | 68.2            | 4.9             | 17   | 1.2             |
| 2000/01  | Mattoni NBL | 868.4           | 26.3            | 347  | 10.5            |
| 2001/02  | Mattoni NBL | 658.5           | 16.9            | 207  | 5.3             |
| 2002/03  | Mattoni NBL | 1101.6          | 23.9            | 391  | 8.5             |
| 2003/04  | Mattoni NBL | 522.1           | 13.4            | 119  | 3.1             |
| 2004/05  | Mattoni NBL | 281.0           | 11.2            | 58   | 2.3             |
| 2004/05  | Český pohár | 13.1            | 6.6             | 1    | 0.5             |
| 2005/06  | Mattoni NBL | 1134.7          | 33.4            | 573  | 16.9            |
| 2006/07* | Mattoni NBL | 625.7           | 32.9            | 293  | 15.4            |

 *Rozehraná sezóna - údaje k 20.1.2007 